# Ernesto Tulbovitz
Ernesto Tulbovitz (Montevideo, 1967) es un profesor, periodista y escritor uruguayo.
Actualmente es asesor de comunicaciones, trabajando así en la Intendencia de Canelones junto a Yamandu Orsi.
Es autor de varios libros entre ellos Una oveja negra al poder, Testigos de su tiempo, entre otros.

## Trayectoria
Estudió historia en el Instituto de Profesores Artigas IPA y ejerce como periodista en varios medios uruguayos y del exterior. Además es autor de varios libros. Es coautor del libro superventas: Una oveja negra al poder escrito con Andrés Danza; basado en la vida de José Mujica, expresidente de Uruguay.
En 2015, Tulbovitz fue galardonado con el Premio Libro de Oro otorgado por la Cámara Uruguaya del Libro.
Tulbovitz fue galardonado con el Premio Legión del Libro entregado por la Cámara Uruguaya del Libro.

## Libro
- 2015, Una oveja negra al poder. (con Andrés Danza).